# 東峰夫
東 峰夫（ひがし みねお、1938年5月15日 - ）は、日本の小説家。本名、東恩納常夫。

## 略歴
フィリピンのミンダナオ島に生まれ、1945年、敗戦に伴って日本へ帰国。大分県大野郡大野町（現在の豊後大野市）に住む。1946年6月に父祖の地である沖縄へ移住。1952年3月からコザ市（現在の沖縄市）に住む。1956年に沖縄県立コザ高等学校を2年で中退。その理由について東は「トルストイを読みすぎた」「トルストイに較べて、学校の授業はつまらなかった」と述べている。
その後、嘉手納基地に勤務するも1959年に辞職。看板屋見習いやブロック工などの職を経て1964年4月に集団就職で上京し、東京神田の製本屋に住み込みで勤務するが、読書や小説執筆の時間が取れないために退職し、路上生活を送ったこともある。その後、塗装会社や運送店などで日雇いのアルバイトを続け、休みの合間に小説を執筆。1971年に『オキナワの少年』で第33回文學界新人賞を受賞し、同作品で第66回（1971年下半期）芥川賞を受賞。
丸谷才一に見込まれ将来を嘱望されたが、『オキナワの少年』を継続せよとの編集者の要求に応じることを拒み、33歳から48歳までの15年間で4作という寡作ぶりを貫き、1981年に『大きな鳩の影』を刊行後、原稿の注文を失って表舞台から完全に姿を消す。この間、1977年に沖縄の日米混血女性と結婚し、1981年に沖縄へ帰郷して二子を儲け、スナック経営の妻のもとで主夫生活を送ったが、1984年に妻子を捨てて出奔し、再び東京で独り暮らしを始める（のち離婚）。20年以上の空白期間では日当1万1000円のガードマンとして生計を立てていたが、1993年、不況により失職。貧窮のためコンビニエンスストアのゴミを漁って生活していたこともあるが、2002年に『ガードマン哀歌』で久々に復活する（小浜清志の紹介で『群像』に原稿をもちこんだという）。その後、1972年以来30年間以上にわたる夢日記を題材に『現代の神話シリーズ』全15作を執筆（未刊行）。
「民主文学」2017年6月号に、14年ぶりとなる新作「ダチョウは駄鳥！？―九段論法による神の存在証明」を発表。
芥川賞受賞以後、マスコミから姿を消した理由については編集者から思想検閲を受けたためと説明。また「人々が自分の名前を忘れていくのはつらいことですか?」という上原隆の質問に東は「つらいどころかせいせいしますよ。『あの人どっかで見た顔だぞ』なんていって見る人がいないってことは自由で、自然で、生きやすいことです」と答えている。

## 著書
- 『オキナワの少年』文藝春秋, 1972
- 『ちゅらかあぎ』文藝春秋, 1976（上記『オキナワの少年』とあわせて文春文庫、1980年）
- 『大きな鳩の影』中央公論社, 1981
- 『ママはノースカロライナにいる』講談社, 2003
- 『貧の達人』たま出版, 2004